# کشورهای آسیایی در جام جهانی فوتبال
فوتبال محبوب‌ترین ورزش در هر کشور آسیایی است و تاکنون ۱۵ عضو کنفدراسیون فوتبال آسیا در بزرگ‌ترین رویداد ورزشی جهان یعنی جام جهانی فوتبال شرکت داشته‌اند و با دیگر تیم‌ها به رقابت پرداخته‌اند.
کره جنوبی با ۱۱ بار حضور در مسابقات جام جهانی، در بین تیم‌هایی آسیایی رکورددار تعداد حضور در جام جهانی نیز است.
کره جنوبی همچنین با کسب مقام چهارم در جام جهانی ۲۰۰۲ که به‌طور مشترک با ژاپن میزبان این مسابقات بود، بهترین عملکرد یک تیم آسیایی در جام جهانی را به دست آورد.
ژاپن نیز که هشت بار به جام جهانی راه یافته با چهار بار صعود از گروه خود، در بین تیم‌های آسیایی از این حیث رکورددار است.

## عملکرد کلی
| کشور              | تعداد حضور | سال‌ها                                                                           | بهترین نتیجه |
| ----------------- | ---------- | ------------------------------------------------------------------------------- | ------------ |
| کرهٔ جنوبی         | ۱۲         | ۱۹۵۴، ۱۹۸۶، ۱۹۹۰، ۱۹۹۴، ۱۹۹۸، ۲۰۰۲(میزبان)، ۲۰۰۶، ۲۰۱۰، ۲۰۱۴، ۲۰۱۸ ، ۲۰۲۲، ۲۰۲۶ | چهارم        |
| ژاپن              | ۸          | ۱۹۹۸، ۲۰۰۲(میزبان)، ۲۰۰۶، ۲۰۱۰، ۲۰۱۴، ۲۰۱۸، ۲۰۲۲، ۲۰۲۶                          | دور دوم      |
| ایران             | ۷          | ۱۹۷۸، ۱۹۹۸، ۲۰۰۶، ۲۰۱۴، ۲۰۱۸، ۲۰۲۲، ۲۰۲۶                                        | دور اول      |
| استرالیا          | ۷          | ۱۹۷۴، ۲۰۰۶، ۲۰۱۰، ۲۰۱۴، ۲۰۱۸، ۲۰۲۲، ۲۰۲۶                                        | دور دوم      |
| عربستان سعودی     | ۶          | ۱۹۹۴، ۱۹۹۸، ۲۰۰۲، ۲۰۰۶، ۲۰۱۸، ۲۰۲۲                                              | دور دوم      |
| کرهٔ شمالی         | ۲          | ۱۹۶۶، ۲۰۱۰                                                                      | ۱/۴ نهایی    |
| اندونزی           | ۱          | ۱۹۳۸                                                                            | دور اول      |
| اسرائیل           | ۱          | ۱۹۷۰                                                                            | دور اول      |
| کویت              | ۱          | ۱۹۸۲                                                                            | دور اول      |
| عراق              | ۱          | ۱۹۸۶                                                                            | دور اول      |
| امارات متحدهٔ عربی | ۱          | ۱۹۹۰                                                                            | دور اول      |
| چین               | ۱          | ۲۰۰۲                                                                            | دور اول      |
| قطر               | ۱          | ۲۰۲۲ (میزبان)                                                                   | دور اول      |
| ازبکستان          | ۱          | ۲۰۲۶                                                                            |              |
| اردن              | ۱          | ۲۰۲۶                                                                            |              |

نکات
- استرالیا به عنوان عضوی از کنفدراسیون فوتبال اقیانوسیه به جام جهانی ۲۰۰۶ راه پیدا کرد، اگرچه پس از آن و در ۱ ژانویه ۲۰۰۶ به عضویت کنفدراسیون فوتبال آسیا درآمدند. آن‌ها همچنین به عنوان عضوی از کنفدراسیون فوتبال اقیانوسیه به جام جهانی ۱۹۷۴ راه پیدا کردند.
- اندونزی قبل از استقلال خود در سال ۱۹۴۵، با نام «هند شرقی هلند» در جام جهانی ۱۹۳۸ حضور پیدا کرد.
- اسرائیل در جام جهانی ۱۹۷۰، نمایندهٔ آسیا در این مسابقات بود. اما آن‌ها در سال ۱۹۷۴ از کنفدراسیون فوتبال آسیا خارج شدند.
- سال‌هایی که پررنگ نوشته شده‌اند، به معنی بهترین عملکرد می‌باشد.